# U.S. Men's Clay Court Championships 2001
L'U.S. Men's Clay Court Championships 2001 è stato un torneo di tennis giocato sulla terra rossa. È stata la 91ª edizione del U.S. Men's Clay Court Championships, che fa parte della categoria International Series nell'ambito dell'ATP Tour 2001. Si è giocato al Westside Tennis Club di Houston in Texas negli Stati Uniti dal 30 al 7 maggio 2001.

## Campioni

### Singolare
Andy Roddick ha battuto in finale  Hyung-Taik Lee con il punteggio di 7–5, 6–3.

### Doppio
Mahesh Bhupathi /  Leander Paes hanno battuto in finale  Kevin Kim /  Jim Thomas con il punteggio di 7–6 (4), 6–2.